# Elettrice
Un'elettrice (in tedesco: Kurfürstin, in latino: electrix) era la consorte di un elettore del Sacro Romano Impero, uno dei più grandi principi dell'impero.
La Bolla d'oro del 1356 stabilita dall'imperatore Carlo IV stabilì il numero degli elettori a sette. Tuttavia, tre di questi erano arcivescovi cattolici romani e quindi privi di una formale consorte, mentre dei quattro elettori laici, uno era il re di Boemia, e la sua consorte era sempre nota con il titolo più prestigioso di "regina di Boemia". Le consorti di solito definite elettrici, quindi, furono:
- L'elettrice del Palatinato o elettrice palatina;
- L'elettrice di Sassonia;
- L'elettrice di Brandeburgo;

A questi furono aggiunti, rispettivamente del 1623 e nel 1692:
- L'elettrice di Baviera;
- L'elettrice di Hannover;

Negli ultimi anni dell'impero, furono aggiunti diversi elettori, che comunque tennero solo il loro ufficio per meno di tre anni prima della dissoluzione finale dell'impero. Le consorti di questi ultimi elettori erano:
- L'elettrice del Württemberg;
- l'elettrice d'Assia-Kassel;

Ci fu anche un elettore del Baden, ma l'unico sovrano a utilizzare questo titolo era sposato morganaticamente e quindi sua moglie non condivideva il suo titolo.
I sovrani d'Assia-Kassel continuarono a utilizzare il titolo di elettore fino all'annessione del principato da parte della Prussia nel 1866.
Le persone che utilizzarono o che avevano diritto a utilizzare il titolo di elettrice sono elencate di seguito. Le consorti degli elettori di matrimoni morganatici o senza pari dignità sono riportati in una tabella separata in fondo alla pagina.

## Elettrici

### Elettrici palatine (ramo maggiore)
| Nome                               | Immagine | Padre                                       | Nascita     | Matrimonio  | Diventa Elettrice | Cessò di essere Elettrice | Morte       | Marito                   |
| ---------------------------------- | -------- | ------------------------------------------- | ----------- | ----------- | ----------------- | ------------------------- | ----------- | ------------------------ |
| Wittelsbach                        |          |                                             |             |             |                   |                           |             |                          |
| Elisabetta di Namur                |          | Giovanni I, Conte di Namur                  | 1340        | 1350        | 1356              | 1382                      | 1382        | Roberto I del Palatinato |
| Beatrice di Berg                   |          | Guglielmo I, Duca di Berg                   | 1360        | 1385        | 1385              | 16 Feb 1390               | 1395        | Roberto I del Palatinato |
| Elisabetta di Norimberga           |          | Federico V, Burgravio di Norimberga         | 1358        | 27 giu 1374 | 6 gen 1398        | 18 mag 1410               | 26 lug 1411 | Roberto III              |
| Matilde di Savoia                  |          | Amedeo di Savoia-Acaia                      | 1390        | 30 nov 1417 | 30 nov 1417       | 30 dic 1436               | 14 mag 1438 | Ludovico III             |
| Margherita di Savoia               |          | Amedeo VIII di Savoia                       | 7 ago 1420  | 18 ott 1445 | 18 ott 1445       | 13 ago 1449               | 30 set 1479 | Ludovico IV              |
| Margherita di Baviera-Landshut     |          | Ludovico IX di Baviera-Landshut             | 7 nov 1456  | 21 feb 1474 | 12 dic 1476       | 25 feb 1501               | 25 feb 1501 | Filippo                  |
| Sibilla di Baviera                 |          | Alberto IV di Baviera                       | 16 giu 1489 | 23 feb 1511 | 23 feb 1511       | 18 apr 1519               | 18 apr 1519 | Ludovico V               |
| Dorotea di Danimarca               |          | Cristiano II di Danimarca                   | 10 Nov 1520 | 26 set 1535 | 16 mar 1544       | 26 feb 1556               | 20 set 1580 | Federico II              |
| Ramo di Simmern                    |          |                                             |             |             |                   |                           |             |                          |
| Maria di Brandeburgo-Kulmbach      |          | Casimiro, Margravio di Brandeburgo-Bayreuth | 13 ott 1519 | 12 giu 1537 | 12 feb 1559       | 31 ott 1567               | 31 ott 1567 | Federico III             |
| Amalia di Neuenahr                 |          | Gumprecht IV, Conte di Neuenahr             | c. 1540     | 25 apr 1569 | 25 apr 1569       | 26 ott 1576               | 10 apr 1602 | Federico III             |
| Elisabetta d'Assia                 |          | Filippo I, Langravio d'Assia                | 13 feb 1539 | 8 lug 1560  | 26 ott 1576       | 14 mar 1582               | 14 mar 1582 | Ludovico VI              |
| Anna della Frisia Orientale        |          | Edzardo II, Conte della Frisia orientale    | 26 giu 1562 | 12 lug 1583 | 12 lug 1583       | 22 ott 1583               | 21 apr 1621 | Ludovico VI              |
| Luisa Giuliana d'Orange-Nassau     |          | Guglielmo I d'Orange                        | 31 mar 1576 | 12 giu 1593 | 12 giu 1593       | 19 set 1610               | 15 mar 1644 | Federico IV              |
| Elisabetta Stuart Regina di Boemia |          | Giacomo I d'Inghilterra                     | 19 ago 1596 | 14 feb 1613 | 14 feb 1613       | 23 feb 1623 deposizione   | 14 feb 1662 | Federico V               |
| Casato di Wittelsbach - Baviera    |          |                                             |             |             |                   |                           |             |                          |
| Elisabetta Renata di Lorena        |          | Carlo III di Lorena                         | 9 ott 1574  | 6 feb 1595  | 23 feb 1623       | 4 gen 1635                | 4 gen 1635  | Massimiliano I           |
| Maria Anna d'Austria               |          | Imperatore Ferdinando II                    | 13 gen 1610 | 15 lug 1635 | 15 lug 1635       | 1648                      | 25 set 1665 | Massimiliano I           |
| Nome                               | Immagine | Padre                                       | Nascita     | Matrimonio  | Divenne Elettrice | Cessò di essere Elettrice | Morte       | Marito                   |

### Elettrici di Baviera
| Nome                                                      | Immagine | Padre                                  | Nascita     | Matrimonio    | Divenne Elettrice | Cessò di essere Elettrice            | Morte       | Marito           |
| --------------------------------------------------------- | -------- | -------------------------------------- | ----------- | ------------- | ----------------- | ------------------------------------ | ----------- | ---------------- |
| Wittelsbach                                               |          |                                        |             |               |                   |                                      |             |                  |
| Elisabetta Renata di Lorena                               |          | Carlo III di Lorena                    | 9 ott 1574  | 6 feb 1595    | 23 feb 1623       | 4 gen 1635                           | 4 gen 1635  | Massimiliano I   |
| Maria Anna d'Austria                                      |          | Imperatore Ferdinando II               | 13 gen 1610 | 15 lug 1635   | 15 lug 1635       | 27 set 1651                          | 25 set 1665 | Massimiliano I   |
| Enrichetta Adelaide di Savoia                             |          | Vittorio Amedeo I, Duca di Savoia      | 6 nov 1636  | 8/11 dic 1650 | 27 set 1651       | 13 giu 1676                          | 13 giu 1676 | Ferdinando Maria |
| Maria Antonia d'Austria                                   |          | Imperatore Leopoldo I                  | 1669        | 15 lug 1685   | 15 lug 1685       | 24 dic 1692                          | 24 dic 1692 | Massimiliano II  |
| Teresa Cunegonda di Polonia                               |          | Giovanni Sobieski III di Polonia       | 4 mar 1676  | 2 gen 1695    | 2 gen 1695        | 26 feb 1726                          | 10 mar 1730 | Massimiliano II  |
| Maria Amalia d'Austria Sacra Romana Imperatrice 1742-1745 |          | Imperatore Giuseppe I                  | 22 ott 1701 | 5 ott 1722    | 26 feb 1726       | 20 gen 1745                          | 11 dic 1756 | Carlo I Alberto  |
| Maria Anna di Sassonia                                    |          | Augusto III di Polonia                 | 29 ago 1728 | 9 lug 1747    | 9 lug 1747        | 30 dic 1777                          | 17 feb 1797 | Massimiliano III |
| Elisabetta Augusta del Palatinato-Sulzbach                |          | Giuseppe Carlo del Palatinato-Sulzbach | 17 gen 1721 | 17 gen 1742   | 30 dic 1777       | 17 ago 1794                          | 17 ago 1794 | Carlo II Teodoro |
| Maria Leopoldina d'Austria-Este                           |          | Arciduca Ferdinando d'Austria          | 10 dic 1776 | 15 feb 1795   | 15 feb 1795       | 16 feb 1799                          | 23 giu 1848 | Carlo II Teodoro |
| Carolina del Baden                                        |          | Carlo Luigi di Baden                   | 13 lug 1776 | 9 mar 1797    | 16 feb 1799       | 1 gen 1806 divenne Regina di Baviera | 13 nov 1841 | Massimiliano IV  |

### Elettrici di Sassonia
| Nome                                                           | Immagine | Padre                                         | Nascita     | Matrimonio          | Divenne Elettrice   | Cessò di essere Elettrice              | Morte            | Marito               |
| -------------------------------------------------------------- | -------- | --------------------------------------------- | ----------- | ------------------- | ------------------- | -------------------------------------- | ---------------- | -------------------- |
| Ascanidi                                                       |          |                                               |             |                     |                     |                                        |                  |                      |
| Elisabetta di Lindow-Ruppin                                    |          | Conte Ulrich II di Lindow-Ruppin              | ?           | ?                   | ?                   | 6 dic 1370                             | 15 vov 1373      | Rodolfo II           |
| Cecilia di Carrara                                             |          | Francesco di Carrara, Duca di Padova          | ?           | 23 gen 1367 or 1376 | 23 gen 1367 or 1376 | 15 mag 1388                            | 1430–1434        | Venceslao I          |
| Anna di Turingia                                               |          | Baldassarre, Langravio di Turingia            | ?           | 1387/1389           | ?                   | 4 lug 1395                             | 4 lug 1395       | Rodolfo III          |
| Barbara di Slesia-Liegnitz                                     |          | Rupert, Duca di Slesia-Liegnitz               | ?           | 6 mar 1396          | 6 mar 1396          | 11 giu 1419                            | 17 mag 1435      | Rodolfo III          |
| Eufemia di Slesia                                              |          | Conrado II di Slesia                          | ?           | 14 gen 1402         | 11 giu 1419         | 12 nov 1422                            | 1444             | Alberto              |
| Wettin                                                         |          |                                               |             |                     |                     |                                        |                  |                      |
| Caterina di Brunswick-Lüneburg                                 |          | Enrico il Mite, Duca di Brunswick-Lüneburg    | 1395        | 8 feb 1402          | 6 gen 1423          | 4 gen 1428                             | 1442             | Federico I           |
| Margherita d'Austria                                           |          | Ernesto I d'Asburgo                           | 1416/17     | 3 giu 1431          | 3 giu 1431          | 7 set 1464                             | 12 feb 1486      | Federico II          |
| Elisabetta di Baviera                                          |          | Alberto III, Duca di Baviera                  | 2 feb 1443  | 19 nov 1460         | 7 set 1464          | 5 mar 1486                             | 5 mar 1486       | Ernesto              |
| Sibilla di Cleves                                              |          | Giovanni III, Duca di Kleve                   | 17 gen 1512 | 9 feb 1527          | 16 ago 1532         | 4 giu 1547 marito deposto              | 21 feb 1554      | Giovanni Federico I  |
| Agnese d'Assia                                                 |          | Filippo I, Langravio d'Assia                  | 31 mag 1527 | 9 gen 1541          | 4 giu 1547          | 9 lug 1553                             | 4 nov 1555       | Maurizio             |
| Anna di Danimarca                                              |          | Cristiano III di Danimarca                    | 22 nov 1532 | 7 ott 1548          | 11 lug 1553         | 1 ott 1585                             | 1 ott 1585       | Augusto              |
| Agnese Edvige di Anhalt                                        |          | Gioacchino Ernesto, di Anhalt-Dessau          | 1573        | 3 gen 1586          | 3 gen 1586          | 11 feb 1586                            | 1616             | Augusto              |
| Sofia del Brandeburgo                                          |          | Giovanni Giorgio di Brandeburgo               | 6 giu 1568  | 25 apr 1582         | 11 feb 1586         | 25 set 1591                            | 7 dic 1622       | Cristiano            |
| Edvige di Danimarca                                            |          | Federico II di Danimarca                      | 5 ago 1581  | 12 set 1602         | 12 set 1602         | 23 giu 1611                            | 26 nov 1641      | Cristiano II         |
| Maddalena Sibilla di Prussia                                   |          | Alberto Federico, Duca di Prussia             | 31 dic 1586 | 19 lug 1607         | 23 giu 1611         | 8 ott 1656                             | 12 feb 1659      | Giovanni Giorgio I   |
| Maddalena Sibilla di Brandeburgo-Bayreuth                      |          | Cristiano, Margravio di Brandeburgo-Bayreuth  | 1 nov 1612  | 13 nov 1638         | 8 ott 1656          | 22 ago 1680                            | 20 mar 1687      | Giovanni Giorgio II  |
| Anna Sofia di Danimarca                                        |          | Federico III di Danimarca                     | 1 set 1647  | 9 ott 1666          | 22 ago 1680         | 12 set 1691                            | 1 lug 1717       | Giovanni Giorgio III |
| Eleonora Erdmuthe di Sassonia-Eisenach                         |          | Giovanni Giorgio I, Duca di Sassonia-Eisenach | 13 apr 1662 | 17 apr 1692         | 17 apr 1692         | 27 apr 1694                            | 9 set 1696       | Giovanni Giorgio IV  |
| Cristiana Eberardina di Brandeburgo-Bayreuth Regina di Polonia |          | Cristiano Ernesto, Margravio di Bayreuth      | 29 dic 1671 | 20 gen 1693         | 27 apr 1694         | 4 set 1727                             | 4 set 1727       | Federico Augusto I   |
| Maria Giuseppa d'Austria Regina di Polonia                     |          | Imperatore Giuseppe I                         | 8 dic 1699  | 20 ago 1719         | 1 feb 1733          | 17 nov 1757                            | 17 nov 1757      | Federico Augusto II  |
| Maria Antonia di Baviera                                       |          | Imperatore Carlo VII                          | 18 lug 1724 | 20 giu 1747         | 5 ott 1763          | 17 dic 1763                            | 23 apr 1780      | Federico Cristiano   |
| Amalia di Zweibrücken-Birkenfeld                               |          | Federico Michele di Zweibrücken-Birkenfeld    | 10 mag 1752 | 29 gennaio 1769     | 29 gennaio 1769     | 20 dic 1806 divenne Regina di Sassonia | 15 novembre 1828 | Federico Augusto III |
| Nome                                                           | Immagine | Padre                                         | Nascita     | Matrimonio          | Divenne Elettrice   | Cessò di essere Elettrice              | Morte            | Marito               |

### Elettrici di Brandeburgo
| Nome                                                                          | Immagine | Padre                                                     | Nascita     | Matrimonio     | Divenne Elettrice | Cessò di essere Elettrice | Morte       | Marito                         |
| ----------------------------------------------------------------------------- | -------- | --------------------------------------------------------- | ----------- | -------------- | ----------------- | ------------------------- | ----------- | ------------------------------ |
| Wittelsbach                                                                   |          |                                                           |             |                |                   |                           |             |                                |
| Cunegonda di Polonia                                                          |          | Casimiro III di Polonia                                   | 1334-5      | 1 gen 1352     | 1356              | 1357                      | 1357        | Ludovico                       |
| Ingeborg di Meclemburgo-Schwerin                                              |          | Alberto II, Duca di Meclemburgo                           | 1340        | 15 feb 1360    | 15 feb 1360       | 17 mag 1365               | 1395        | Ludovico                       |
| Caterina di Boemia                                                            |          | Imperatore Carlo IV                                       | 19 Aug 1342 | 19 mar 1366    | 19 mar 1366       | 1373                      | 26 apr 1395 | Ottone                         |
| Dinastia Lussemburghese                                                       |          |                                                           |             |                |                   |                           |             |                                |
| Giovanna di Baviera                                                           |          | Alberto I, Duca di Baviera                                | 1362        | 29 sett 1370   | 1373              | 1378                      | 31 dic 1386 | Venceslao                      |
| Maria d'Ungheria                                                              |          | Luigi I d'Ungheria                                        | 1371        | ott 1385       | ott 1385          | 1388                      | 17 mag 1395 | Sigismondo                     |
| Agnese di Opole                                                               |          | Bolko II di Opole                                         | 1360?       | 1374           | 1388              | 18 gen 1411               | 1413?       | Jodocus                        |
| Barbara di Celje                                                              |          | Ermanno II, Conte di Celje                                | 1390–1395   | 1406–1408      | 18 gen 1411       | 30 apr 1415               | 11 lug 1451 | Sigismondo                     |
| Hohenzollern                                                                  |          |                                                           |             |                |                   |                           |             |                                |
| Elisabetta di Baviera-Landshut                                                |          | Federico, Duca di Baviera                                 | 1383        | 18 set 1401    | 30 apr 1415       | 20 set 1440               | 13 nov 1442 | Federico I                     |
| Caterina di Sassonia                                                          |          | Federico I, Elettore di Sassonia                          | 1421        | 11 giugno 1441 | 11 giugno 1441    | 10 feb 1470               | 23 ago 1476 | Federico II                    |
| Anna di Sassonia                                                              |          | Federico II, Elettore di Sassonia                         | 7 mar 1437  | 12 nov 1458    | 10 feb 1470       | 11 mar 1486               | 31 ott 1512 | Alberto III                    |
| Margherita di Turingia                                                        |          | Guglielmo III, Duca di Lussemburgo                        | 1449        | 25 ago 1476    | 11 mar 1486       | 9 gen 1499                | 13 lug 1501 | Giovanni Cicerone              |
| Elisabetta di Danimarca                                                       |          | Giovanni di Danimarca                                     | 24 giu 1485 | 10 apr 1502    | 9 gen 1499        | 11 lug 1535               | 10 giu 1555 | Gioacchino I Nestore           |
| Edvige di Polonia                                                             |          | Sigismondo I di Polonia                                   | 15 mar 1513 | 1 set 1535     | 1 set 1535        | 3 gen 1571                | 7 feb 1573  | Gioacchino II Ettore           |
| Sabina di Brandeburgo-Ansbach                                                 |          | Giorgio di Ansbach                                        | 12 mag 1529 | 12 feb 1548    | 3 gen 1571        | 2 nov 1575                | 2 nov 1575  | Giovanni Giorgio               |
| Elisabetta di Anhalt-Zerbst                                                   |          | Gioacchino Ernesto, Principe di Anhalt                    | 15 Sep 1563 | 6 ott 1577     | 6 ott 1577        | 8 gen 1598                | 8 nov 1607  | Giovanni Giorgio               |
| Caterina di Brandeburgo-Küstrin                                               |          | Giovanni, Margravio di Küstrin                            | 10 ago 1549 | 8 gen 1570     | 8 gen 1598        | 10 ott 1602               | 10 ott 1602 | Gioacchino Federico            |
| Eleonora di Prussia                                                           |          | Alberto Federico, Duca di Prussia                         | 21 ago 1583 | 2 nov 1603     | 2 nov 1603        | 9 apr 1607                | 9 apr 1607  | Gioacchino Federico            |
| Anna di Prussia                                                               |          | Alberto Federico, duca di Prussia                         | 3 lug 1576  | 30 ott 1594    | 18 lug 1608       | 23 dic 1619               | 30 ago 1625 | Giovanni Sigismondo            |
| Elisabetta Carlotta del Palatinato                                            |          | Federico IV Elettore Palatino                             | 19 nov 1597 | 24 lug 1616    | 23 dic 1619       | 1 dic 1640                | 26 apr 1660 | Giorgio Guglielmo              |
| Luisa Enrichetta d'Orange-Nassau Duchessa di Prussia                          |          | Federico Enrico, Principe d'Orange                        | 7 dic 1627  | 7 dic 1646     | 7 dic 1646        | 18 giu 1667               | 18 giu 1667 | Federico Guglielmo I           |
| Sofia Dorotea di Schleswig-Holstein-Sonderburg-Glücksburg Duchessa di Prussia |          | Filippo, duca di Schleswig-Holstein-Sonderburg-Glücksburg | 28 set 1636 | 14 giu 1668    | 14 giu 1668       | 29 apr 1688               | 6 ago 1689  | Federico Guglielmo I           |
| Sofia Carlotta di Hannover Regina in Prussia                                  |          | Ernesto Augusto, Elettore di Hannover                     | 30 ott 1668 | 8 ott 1684     | 29 apr 1688       | 1 feb 1705                | 1 feb 1705  | Federico III (I)               |
| Sofia Luisa di Meclemburgo-Schwerin Regina in Prussia                         |          | Federico, Duca di Meclemburgo-Schwerin                    | 6 mag 1685  | 28 nov 1708    | 28 nov 1708       | 25 feb 1713               | 29 lug 1735 | Federico III (I)               |
| Sofia Dorotea di Hannover Regina in Prussia                                   |          | Giorgio I di Gran Bretagna                                | 16 mar 1687 | 28 nov 1706    | 25 feb 1713       | 31 mag 1740               | 28 giu 1757 | Federico Guglielmo II (I)      |
| Elisabetta Cristina di Brunswick-Bevern Regina di Prussia                     |          | Ferdinando Alberto II, Duca di Brunswick-Lüneburg         | 8 nov 1715  | 12 giu 1733    | 31 mag 1740       | 17 ago 1786               | 13 gen 1797 | Federico IV (II)               |
| Federica Luisa d'Assia-Darmstadt Regina di Prussia                            |          | Luigi IX, Langravio d'Assia-Darmstadt                     | 16 ott 1751 | 14 lug 1769    | 17 ago 1786       | 16 nov 1797               | 25 feb 1805 | Federico Guglielmo II III (II) |
| Luisa di Meclemburgo-Strelitz Regina di Prussia                               |          | Carlo II, Granduca di Meclemburgo-Strelitz                | 10 mar 1776 | 24 dic 1793    | 16 nov 1797       | 1806                      | 9 lug 1810  | Federico Guglielmo IV (III)    |
| Nome                                                                          | Immagine | Padre                                                     | Nascita     | Matrimonio     | Divenne Elettrice | Cessò di essere Elettrice | Morte       | Marito                         |

### Elettrici Palatine (ramo minore)
| Nome                                       | Immagine | Padre                                                     | Nascita     | Matrimonio  | Divenne Elettrice | Cessò di essere Elettrice                | Morte       | Marito             |
| ------------------------------------------ | -------- | --------------------------------------------------------- | ----------- | ----------- | ----------------- | ---------------------------------------- | ----------- | ------------------ |
| Ramo di Simmern                            |          |                                                           |             |             |                   |                                          |             |                    |
| Carlotta d'Assia-Kassel                    |          | Guglielmo V, Langravio d'Assia-Kassel                     | 20 nov 1627 | 22 feb 1650 | 22 feb 1650       | 14 apr 1657                              | 26 mar 1686 | Carlo I Luigi      |
| Guglielmina Ernestina di Danimarca         |          | Federico III di Danimarca                                 | 20 giu 1650 | 20 set 1671 | 28 ago 1680       | 26 mag 1685                              | 22 apr 1706 | Carlo II           |
| Ramo di Neuburg                            |          |                                                           |             |             |                   |                                          |             |                    |
| Elisabetta Amalia d'Assia-Darmstadt        |          | Giorgio II, Langravio d'Assia-Darmstadt                   | 20 mar 1635 | 3 set 1653  | 26 mag 1685       | 2 set 1690                               | 4 ago 1709  | Filippo Guglielmo  |
| Anna Maria Luisa de' Medici                |          | Cosimo III de' Medici, Granduca di Toscana                | 11 ago 1667 | 5 giu 1691  | 5 giu 1691        | 8 giu 1716                               | 18 feb 1743 | Giovanni Guglielmo |
| Ramo di Sulzbach                           |          |                                                           |             |             |                   |                                          |             |                    |
| Elisabetta Augusta del Palatinato-Sulzbach |          | Giuseppe Carlo Emanuele, Principe del Palatinato-Sulzbach | 17 gen 1721 | 17 gen 1742 | 31 dic 1742       | 30 dic 1777 divenne Elettrice di Baviera | 17 ago 1794 | Carlo IV Teodoro   |
| Nome                                       | Immagine | Padre                                                     | Nascita     | Matrimonio  | Divenne Elettrice | Cessò di essere Elettrice                | Morte       | Marito             |

### Elettrici di Hannover
| Nome                                                     | Immagine | Padre                                               | Nascita      | Matrimonio  | Divenne Elettrice | Cessò di essere Elettrice              | Morte       | Marito          |
| -------------------------------------------------------- | -------- | --------------------------------------------------- | ------------ | ----------- | ----------------- | -------------------------------------- | ----------- | --------------- |
| Hannover                                                 |          |                                                     |              |             |                   |                                        |             |                 |
| Sofia del Palatinato                                     |          | Federico V Elettore Palatino                        | 14 Oott 1630 | 30 set 1658 | 1692              | 23 gen 1698                            | 8 giu 1714  | Ernesto Augusto |
| Carolina di Brandeburgo-Ansbach Regina di Gran Bretagna  |          | Giovanni Federico, Margravio di Brandeburgo-Ansbach | 1 mar 1683   | 22 ago 1705 | 11 giu 1727       | 20 Nov 1737                            | 20 Nov 1737 | Giorgio II      |
| Carlotta di Meclemburgo-Strelitz Regina di Gran Bretagna |          | Carlo Ludovico Federico di Meclemburgo-Strelitz     | 19 mag 1744  | 8 set 1761  | 8 set 1761        | 12 ott 1814 divenne Regina di Hannover | 17 nov 1818 | Giorgio III     |
| Nome                                                     | Immagine | Padre                                               | Nascita      | Matrimonio  | Divenne Elettrice | Cessò di essere Elettrice              | Morte       | Marito          |

### Elettrici del Württemberg
| Nome                              | Immagine | Padre                       | Nascita     | Matrimonio  | Divenne Elettrice | Cessò di essere Elettrice                | Morte      | Marito     |
| --------------------------------- | -------- | --------------------------- | ----------- | ----------- | ----------------- | ---------------------------------------- | ---------- | ---------- |
| Württemberg                       |          |                             |             |             |                   |                                          |            |            |
| Carlotta Augusta di Gran Bretagna |          | Giorgio III del Regno Unito | 29 set 1766 | 18 mag 1797 | 25 febbraio 1803  | 1 gen 1806 divenne Regina di Württemberg | 5 ott 1828 | Federico I |
| Nome                              | Immagine | Padre                       | Nascita     | Matrimonio  | Divenne Elettrice | Cessò di essere Elettrice                | Morte      | Marito     |

### Elettrici d'Assia-Kassel
| Nome                              | Immagine | Padre                            | Nascita        | Matrimonio  | Divenne Elettrice | Cessò di essere Elettrice | Morte       | Marito       |
| --------------------------------- | -------- | -------------------------------- | -------------- | ----------- | ----------------- | ------------------------- | ----------- | ------------ |
| Assia-Kassel                      |          |                                  |                |             |                   |                           |             |              |
| Guglielmina Carolina di Danimarca |          | Federico V di Danimarca          | 10 luglio 1747 | 1 set 1764  | 1803              | 14 gen 1820               | 14 gen 1820 | Guglielmo I  |
| Augusta di Prussia                |          | Federico Guglielmo II di Prussia | 1 mag 1780     | 13 feb 1797 | 27 feb 1821       | 19 feb 1841               | 19 feb 1841 | Guglielmo II |
| Nome                              | Immagine | Padre                            | Nascita        | Matrimonio  | Divenne Elettrice | Cessò di essere Elettrice | Morte       | Marito       |

## Consorti morganatiche di Elettori
| Nome                                                | Padre                                        | Nata        | Matrimonio  | Morte       | Marito                               |
| --------------------------------------------------- | -------------------------------------------- | ----------- | ----------- | ----------- | ------------------------------------ |
| Clara Tott                                          | ?                                            | ?           | 1471        | 29 apr 1520 | Federico I, Elettore Palatino        |
| Maria Susanna Loysa, Raugravine                     | Christoph Martin von Degenfeld               | 28 nov 1634 | 6 gen 1658  | 18 mar 1677 | Carlo I Luigi, Elettore Palatino     |
| Elizabeth Höllander von Bernau                      | ?                                            | 1659        | 11 dic 1679 | 8 mar 1702  | Carlo I Luigi, Elettore Palatino     |
| Violante Maria Teresa, Contessa von Thurn und Taxis | Conte Philipp-Wilhelm von Thurn und Taxis    | 1 apr 1683  | 1729        | 2 nov 1734  | Carlo III Filippo, Elettore Palatino |
| Louise Caroline, Contessa di Hochberg               | Ludwig Heinrich Philipp Geyer von Geyersberg | 26 mag 1768 | 24 nov 1787 | 23 giu 1820 | Carlo Federico, Granduca di Baden    |
| Emilie Ortlöpp, Contessa di Reichenbach             | Johann Christian Ortlöpp                     | 13 mag 1791 | 8 lug 1841  | 12 feb 1843 | Guglielmo II, Elettore d'Assia       |
| Caroline von Berlepsch, Baronessa di Bergen         | ?                                            | 1820        | 28 ago 1843 | 1877        | Guglielmo II, Elettore d'Assia       |
| Gertrude, Principessa di Hanau                      | Johann Gottfried Falkenstein                 | 1805        | 26 giu 1831 | 1882        | Federico Guglielmo, Elettore d'Assia |